# San Vito al Tagliamento
San Vito al Tagliamento – miejscowość i gmina we Włoszech, w regionie Friuli-Wenecja Julijska, w prowincji Pordenone.
Według danych na rok 2004 gminę zamieszkiwało 13 316 osób, 221,9 os./km².

## Miasta partnerskie
- Nagyatád
- Rixheim
- Sankt Veit an der Glan
- Stadtlohn